# Mercedes-Benz W136
Mercedes Benz W 136 (170V) – samochód osobowy klasy średniej produkowany od 1936 roku w Rzeszy Niemieckiej. Auto po raz pierwszy zostało zaprezentowane w lutym 1936 roku na Berlin Motor Show jako następca sześciocylindrowego Mercedesa 170. Prosta i mało zawodna konstrukcja zyskała mu wielu zwolenników.
Model 170V odniósł sukces marketingowy i stał się najliczniej produkowanym samochodem osobowym koncernu Daimler-Benz AG do wybuchu II wojny światowej. W latach 1935–1943 wyprodukowano 74 964 egzemplarzy tych pojazdów w wielu wersjach nadwozia: limuzyna 2- i 4-drzwiowa, kabriolet-limuzyna 2- i 4-drzwiowa oraz kabriolet typu A i B.
Po II wojnie światowej ten model stał się pojazdem, który pomógł niemieckiemu przemysłowi motoryzacyjnemu wydźwignąć się z wojennych zniszczeń. Jego produkcję podjęto wkrótce po ustąpieniu działań militarnych, w 1946. Od 1949 produkowana była też wersja z silnikiem Diesla. Był to pierwszy po wojnie i trzeci w historii samochód osobowy z silnikiem wysokoprężnym. Auto po wielu modyfikacjach zeszło z linii montażowych dopiero w 1955 roku, już jako wersja 170S. Łącznie wyprodukowano ok. 140 000 egzemplarzy z czego ok. 34 000 w wersji Diesel.
W 1952 roku cena wynosiła 7800 marek (równowartość 1950 dolarów).

## Modele
- 1935–1942: 170 V sedan/kabriolet
- 1946–1950: 170 V sedan/kabriolet
- 1949–1952: 170 S/SAC/SBC
- 1950–1952: 170 Va
- 1952–1953: 170 Vb
- 1953–1955: 170 S-V/S-D
- 1949–1950: 170 D
- 1950–1952: 170 Da/DaOTP
- 1952–1953: 170 Db
- 1952–1953: 170 Sb
- 1952–1953: 170 DS

### W170
| Wersja                | Silnik:             | Układ zasilania:      | Moc maksymalna:                    | Maks. moment obrotowy      | 0-100 km/h:        | V-max:             | Śr. zuż. paliwa/100 km: |
| Silniki benzynowe:    | Silniki benzynowe:  | Silniki benzynowe:    | Silniki benzynowe:                 | Silniki benzynowe:         | Silniki benzynowe: | Silniki benzynowe: | Silniki benzynowe:      |
| --------------------- | ------------------- | --------------------- | ---------------------------------- | -------------------------- | ------------------ | ------------------ | ----------------------- |
| 170 V                 | R4 1,7 l (1697 cm³) | gaźnik Solex 30 BFLVS | 38 KM (28 kW) przy 3400 obr./min   | 100 N•m przy 1800 obr./min | ~ 50,7 s           | 108 km/h           | b/d                     |
| 170 Va                | R4 1,7 l (1697 cm³) | gaźnik Solex 30 BFLVS | 45 KM (33 kW) przy 3600 obr./min   | 108 N•m przy 1800 obr./min | ~ 37,8 s           | 116 km/h           | 9,7 l                   |
| 170 Vb                | R4 1,7 l (1697 cm³) | gaźnik Solex 30 BFLVS | 45 KM (33 kW) przy 3600 obr./min   | 108 N•m przy 1800 obr./min | ~ 38,8 s           | 116 km/h           | 9,7 l                   |
| 170 VS                | R4 1,9 l (1912 cm³) | gaźnik Solex 35 JFP   | 50 KM (37 kW) przy 3600 obr./min   | 120 N•m przy 2000 obr./min | ~ 28,2 s           | 110 km/h           | 11 l                    |
| Silniki wysokoprężne: |                     |                       |                                    |                            |                    |                    |                         |
| 170 D                 | R4 1,8 l (1767 cm³) | wtrysk pośredni       | 38 KM (28 kW) przy 3200 obr./min   | 96 N•m przy 2000 obr./min  | ~ 58,5 s           | 100 km/h           | 6,1 l                   |
| 170 Da                | R4 1,8 l (1767 cm³) | wtrysk pośredni       | 38 KM (28 kW) przy 3200 obr./min   | 96 N•m przy 2000 obr./min  | ~ 59,2 s           | 100 km/h           | 6,1 l                   |
| 170 Da                | R4 1,8 l (1767 cm³) | wtrysk pośredni       | 40 KM (29,5 kW) przy 3200 obr./min | 101 N•m przy 2000 obr./min | ~ 53,1 s           | 100 km/h           | 6,1 l                   |